# WannaCry
WannaCry (syn. WannaCrypt, WanaCrypt0r 2.0, Wanna Decryptor) je Ransomware (vyděračský software) napadající počítače se systémem Microsoft Windows. Útok od 12. května 2017 je považován za nejničivější a nejagresivnější útok svého druhu (předbíhá i virus ILoveYou). Po nakažení počítače zašifruje data na pevném disku a žádá platbu ve výši 300 USD (7 186 korun) v Bitcoinech na odblokování souborů (po skončení konečného termínu se cena zvýší až do 2000 USD / 1800 EUR). Virus se šíří od 12. května 2017. Virus dosud nakazil více než 250 000 počítačů ve více než 150 zemích světa. Nejrozšířenější je v Rusku, Ukrajině, Indii a Tchaj-wanu.

Mapa zobrazující infikované země (červená) a neinfikované země (šedá) virem WannaCry do dne 15. května 2017

Většina ransomwaru se do počítače dostane e-mailem, linky nebo reklamami. Nicméně není známa přesná metoda šíření viru WannaCry. Virus využívá EternalBlue exploit a DoublePulsar backdoor, které vyvinula NSA. 14. května 2017 byla kvůli tomuto viru vydána aktualizace pro systémy Windows, dokonce i na nepodporované systémy jako například Windows XP.

## Kyberútok
Po nainstalování WannaCry nejprve zkontroluje přítomnost „kill switch“. Pokud není nalezen, ransomware zašifruje data na počítači a pokusí se vyslat instalační soubory po síti. Jako při každém ransomware, zobrazí se zpráva informující uživatele o nakažení a žádá výkupné v hodnotě 300 USD (7 186 korun) nebo 600 USD (14 367 korun) v internetové měně Bitcoin do tří nebo sedmi dní.
Počítače, které si nenainstalovaly bezpečnostní update od Microsoftu jsou napadnutelné. Snáze pak napadnou Windows 7 než například Windows XP.
Útočník není zatím znám. Je potvrzeno, že útočník za 5 dní vydělal na malwaru přes 73 000 USD (64 870 EUR).

## EternalBlue&DoublePulsar
EternalBlue, hlavní součást WannaCry, byla vydána hackerskou skupinou The Shadow Brokers dne 14. dubna 2017 spolu s dalšími hackerskými nástroji získaných z tzv. 'Equation Group' (sk. Rovnicová skupina), údajně pocházející z americké organizace NSA. EternalBlue využívá zranitelnost v protokolu SMB (Server Message Block), která byla opravená aktualizací MS17–010,. Update byl vydán pro všechny verze Windows 14. března 2017. Údajně, EternalBlue není funkční v systému Windows 10.
Od 21. dubna 2017 se šíří backdoor DoublePulsar, který již 4 dny na to nakazil více než 100 000 počítačů, přičemž počet infikovaných počítačů roste exponenciálně každý den. EternalBlue i DoublePulsar byly použity najednou v útoku WannaCry.

## Dopad
Malware WannaCry měl i má obrovský dopad na nejen osobní počítače. WannaCry nakazil Národní zdravotnickou službu (NHS) v Spojeném království – musely být zrušeny mnohé naplánované operace. Virus způsobil i několik hodin dlouhou odstávku mobilní sítě O2 Telefónica v Španělsku, taktéž i problémy s dopravou, když byly napadeny železniční počítače Deutsche Bahn a aerolinky LATAM Airlines. Mezi další významné firmy napadeny virem WannaCry jsou Renault, FedEx nebo Sberbank.
Virus byl zaznamenán i na Slovensku, kde zasáhl Fakultní nemocnici v Nitře.